# Criterium van de contextuele geloofwaardigheid
Het criterium van de contextuele geloofwaardigheid (Engels: criterion of contextual credibility), ook wel criterium van Semitische taalfenomenen en Palestijnse omgeving of criterium van Palestijnse/Aramese smaak genoemd (Engels: criterion of Semitisms and Palestinian background of criterion of Semitic language phenomena and Palestinian environment), is een principe dat Bijbelwetenschappers gebruiken om te helpen bepalen of bepaalde uitspraken of handelingen van Jezus in het Nieuwe Testament te herleiden zijn naar de historische Jezus. Kort gezegd, als een traditie over Jezus niet past in de taalkundige, culturele, historische en sociale omgeving van het joodse Arameessprekende Palestina van de 1e eeuw, dan is zij waarschijnlijk niet authentiek. De taal- en omgevingscriteria worden door sommige wetenschappers apart behandeld, maar andere hanteren ze tezamen.
Het criterium ontstond als twee afzonderlijke maar met elkaar verbonden criteria, namelijk het 'criterium van Semitische taalfenomenen' (als eerste door C. F. Burney geïntroduceerd in 1925), gevolgd door en verbonden met het 'criterium van de Palestijnse omgeving' door onderzoekers zoals Joachim Jeremias (1947) in de periode tussen de zogenaamde 'eerste' en 'tweede' zoektocht naar de historische Jezus (1906–1953).

## Beschrijving
Verscheidene preliminaire besprekingen en onderzoeken over de vraag indien en zo ja hoe Griekse zinsneden in het Nieuwe Testament terug naar het Aramees te vertalen moeten zijn en in die taal begrijpelijk moeten zijn om het mogelijk te maken dat Jezus ze echt had uitgesproken zijn te traceren tot de 17e eeuw. Vroege pogingen om dit te doen werden uitvoerig beoordeeld en afgewezen door Albert Schweitzer in Von Reimarus zu Wrede: eine Geschichte der Leben-Jesu-Forschung (1906). Volgens Stanley E. Porter was het echter C. F. Burney (1925) die het wetenschappelijk debat opnieuw aanzwengelde door het 'criterium van Semitische taalfenomenen' te formuleren, waarna hij bijval ontving van Jeremias die de omgevingskenmerken van Palestina toevoegde, gevolgd door andere onderzoekers.
Jeremias' 'criterium van de sporen van het Aramees' evalueert een Bijbelse uitspraak op grond van de aanwezigheid van mogelijk Aramese woordenschat en grammatica, terwijl het vergelijkbare criterium van de Palestijnse omgeving een uitspraak als authentiek beschouwt als het past in de Palestijnse setting uit de tijd van Jezus. Het taalkundige criterium doet de observatie dat het Nieuwe Testament in het Koinè-Grieks is geschreven, maar een groot aantal woorden en zinsneden gebruikt die semitismen zijn: een combinatie van poëtisch of volkstalig Koinè-Grieks met Hebreeuwse en Aramese invloeden. Semitismen in het Grieks zijn Hebreeuwse of Aramese woordgebruiken of grammaticale constructies op een on-Griekse manier, die niet goed bij de Griekse taal past; semitismen komen heel vaak voor in het Nieuwe Testament. Het omgevingscriterium zoekt naar kenmerken die in de bronnen worden genoemd die erop wijzen dat de oorsprong van de traditie in Palestina ligt. Maar wanneer combinaties van bepaalde taalkundige, geografische of historische elementen in een traditie leiden tot anachronismen, anatopismen of andere onmogelijkheden, gaat de traditie tegen de contextuele geloofwaardigheid in.:23:38
John P. Meier (1991) definieerde een 'criterium van de sporen van het Aramees' en een 'criterium van de Palestijnse omgeving' en wees erop dat ze nauw met elkaar verbonden zijn. Bart D. Ehrman (1999) combineerde hen tot het 'criterium van de contextuele geloofwaardigheid'. Dit 'stelt dat overleveringen een grotere waarschijnlijkheid hebben om betrouwbaar te zijn als ze goed overeenkomen met wat er bekend is over de historische en sociale situatie van die tijd', namelijk 1e-eeuws Palestina. Arthur J. Bellinzoni (2016) onderscheidde een 'criterium van semitisme of arameïsme' voor alle taalkundige kwesties en een 'criterium van de contextuele geloofwaardigheid' voor 'de historische, politieke, sociale en religieuze contexten' van Jezus als 'een Galilese jood (...) in Romeins Palestina voor een korte periode rond 30', waarmee documenten consistent moeten zijn.

## Voorbeelden

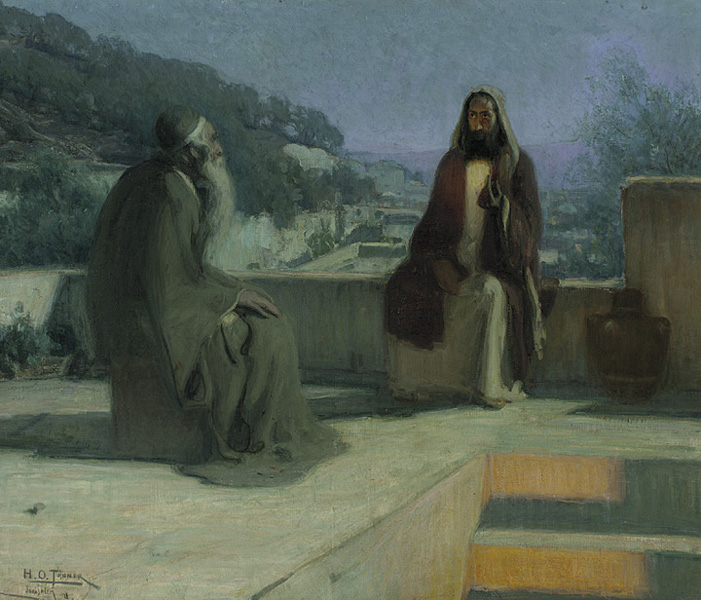
Nikodemus (links) praat met Jezus. Schilderij van Henry Ossawa Tanner uit 1899.

Het Evangelie volgens Matteüs begint met een Hebreeuws gematria (een methode om Hebreeuwse teksten te interpreteren door de numerieke waarde van woorden te berekenen). In Matteüs 1:1 wordt Jezus omschreven als "de zoon van David, de zoon van Abraham". De numerieke waarde van de naam David is 14 in het Hebreeuws; wellicht daarom heeft deze genealogie van Jezus 14 generaties van Abraham tot David, 14 van David tot de Babylonische ballingschap en 14 vanaf de ballingschap tot aan Jezus (Matteüs 1:17). Zulke taalkundige bijzonderheden verbinden het Nieuwe Testament aan Arameestalige joden met kennis van de Hebreeuwse Bijbel (of de Septuagint) in het Palestina van de 1e eeuw.
Ehrman (1999) verwees naar het gesprek tussen Nikodemus en Jezus in hoofdstuk 3 van het Evangelie volgens Johannes: hun verwarring is gebaseerd op de meervoudige betekenis van het Griekse woord ανωθεν/anothen  ('opnieuw' en 'van boven'), maar in 1e-eeuws Palestina zouden zij Aramees hebben gesproken, terwijl het Aramees geen woord heeft met diezelfde dubbele betekenis. Derhalve kan dit gesprek niet hebben plaatsgevonden zoals het wordt verteld.:26:10 Een ander gegeven voorbeeld is gezegde 37 van het Koptische Evangelie volgens Thomas, waarin staat: "Wanneer je je kleren uittrekt zonder beschaamd te zijn, je je kleren pakt en ze onder je voeten legt als kleine kinderen en erop stampt, dan zul je de Zoon van de Levende zien en geen angst hebben." Deze uitspraak past in de (Egyptische) context van de tweede eeuw, toen er een gnostische mythe die dit gezegde zou kunnen ophelderen de ronde deed, maar zij past niet in de vroeg-1e-eeuwse Palestijnse context van Jezus.:25:08 Evenzo beweert het Evangelie volgens Petrus dat Jezus werd gekruisigd door Herodes Antipas (tetrarch van Galilea en Peraea) in plaats van Pontius Pilatus (Romeins gouverneur van Judea), wat in tegenspraak is met wat er bekend is over hoe de Romeinen hun provincies bestuurden en derhalve niet voldoet aan het criterium van de contextuele geloofwaardigheid.:25:39 (Overigens voldoet deze overlevering ook niet aan het criterium van de meervoudige onafhankelijke getuigenis omdat alle andere vroege bronnen Pilatus verantwoordelijk houden en bovendien niet aan het criterium van dissimilariteit omdat het de aantoonbare anti-joodse vooroordelen van de auteur ondersteunt).
Bellinzoni (2016) stelde dat de woorden "zijn kruis op zich nemen" in Marcus 8:34 niet aan het criterium van dissimilariteit voldeed en dus een interpolatie zou kunnen zijn (wellicht aan de overlevering toegevoegd voordat de auteur van het Evangelie volgens Marcus haar opschreef). Maar als men deze woorden weghaalt, dan zou de rest van het vers ("Wie achter Mij aan wil komen, moet zichzelf verloochenen... en Mij volgen" (NBV21)) 'aan het criterium van Arameïsme of Semitisme en aan het criterium van de contextuele geloofwaardigheid voldoen, wat betekent dat Jezus deze woorden zeker in het Aramees zou kunnen hebben uitgesproken tegenover zijn volgelingen.':186

## Beperkingen
Meier (1991) waarschuwde dat de taal- en omgevingscriteria het beste in negatieve zin kunnen worden toegepast. Immers veranderde de taalkundige, sociale en culturele omgeving van Palestina niet plotseling na de dood van Jezus, dus het is mogelijk dat tradities die de eerste paar decenna na Jezus' dood in Palestina zijn verzonnen – op misleidende wijze – contextueel authentiek lijken. Ehrman (1999) was het daarmee eens: 'In tegenstelling tot de andere twee criteria [van de meervoudige onafhankelijke getuigenis en dissimilariteit] heeft deze een strikt negatieve functie (...) om tegen een traditie te pleiten op grond van het feit dat deze niet overeenkomt met wat we weten over de historische en sociale context van het leven van Jezus.':28:56